# Битва королев

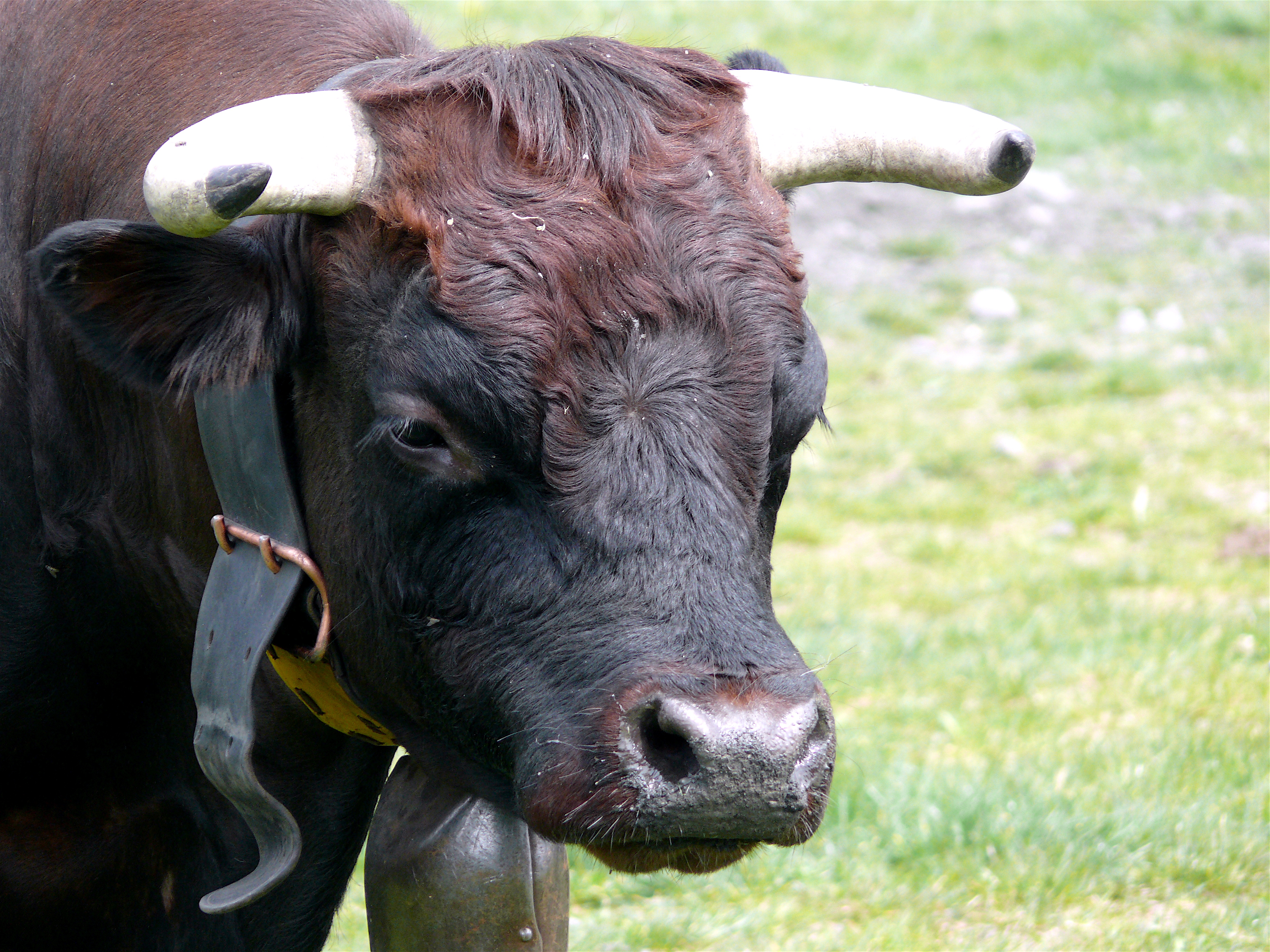
Аостанська чорно-бура («pie noire») корова в бою.

Битва королев (аостанська французька — La bataille de reines; вальдотенський діалект — La bataille de vatse; стандартна французька — Le combat de vaches) — щорічний турнір з коров'ячих боїв, який проходить у Валле-д'Аоста.
Корови змагаються за титул Reina di corne (Valdôtain означає Королева рогів).

## Історія
Відомо, що турнір датується (принаймні) 1858 роком, коли про нього писав Жан-Батист Серлонь. З 1958 року він співфінансується районною радою.

## Породи
Улюбленою породою корів для The Battle є Valdostaine pie noire. Вважається, що альпійські корови, такі як ці, відносно наполегливі і рідше відмовляються битися, ніж корови, які звикли до м'якого життя на рівнинних землях.

## Опис
Захід концептуально схожий на змагання з коров'ячого бою, які проводяться в контексті літніх народних фестивалів у кількох долинах Швейцарії. Корови природним чином б'ються, щоб визначити ієрархію всередині стада: за умови, що роги тварин були правильно обрізані, вони не завдають шкоди. Дві корови штовхають одна одну, поки одна не впаде або іншим чином не відійде. Перемагає корова, яка залишилася стояти.

## Турніри
Проте Битва при Квінс у Валлі-д'Аоста — це більше, ніж одна подія. Загальне змагання відбувається у формі серії заїздів на вибування.
Навесні, влітку та восени в різних місцях Валле-д'Аоста проводяться відбіркові змагання. Традиційно перше змагання сезону відбувається в Комб де Вертозан, невеликій високій долині, розташованій між Ла-Салем і Авізом, поблизу Монблану. Щоб уникнути несправедливості та максимально збільшити участь, корів зважують за допомогою сучасних електронних ваг вранці в день змагання, а потім поділяють на три категорії за вагою:
- 1 категорія (важка вага) вище 571 кг
- 2 категорія (середня вага) 521 кг — 570 кг
- 3 категорія (легка) до 520 кг

Вага корів не є постійною протягом року, і для останніх трьох змагань осені (осені) порогові значення діапазону ваги збільшуються на 10 або 20 кг

## Бойовий фінал
Фінал, званий французьким бойовим фіналом, традиційно відбувся в неділю жовтня на стадіоні Puchoz в Аості. Сьогодні вони відбуваються на новій арені Круа-Нуар, яка розташована на нещодавно забудованому східному краю (фр. Zone commerciale) Аоста, поблизу Сен-Кристофа.